# Jonathan Franzen
Pour les articles homonymes, voir Franzen.
Œuvres principales
- Les Corrections (2001)
- Freedom (2010)

Jonathan Franzen, né le 17 août 1959 à Western Springs dans l'Illinois, est un écrivain, romancier et essayiste américain.

## Parcours
Né d'une mère américaine et d'un père d'origine suédoise, à Western Springs dans l'Illinois, il passe son enfance dans le Missouri, il fait ses études supérieures à Berlin. Il parle couramment l'allemand et est également traducteur. Après avoir vécu à New York, il s’installe à Santa Cruz (Californie). 
Après deux romans (La Vingt-septième Ville en 1988 puis Phénomènes naturels en 1992) et une période de doute, il connaît, en 2001, un succès hors-norme avec Les Corrections (National Book Award 2001 et James Tait Black Memorial Prize 2002).
En 2002, il publie un recueil d'essais intitulé Pourquoi s'en faire ?.
En 2006 paraissent ses mémoires sous le titre La Zone d'inconfort.
En décembre 2009, Jonathan Franzen réside à Tübingen pour tenir des cours concurremment avec Adam Haslett et Daniel Kehlmann dans le cadre de Tübinger Poetik-Dozentur au sein de l'université de Tubingen.
En 2010, Jonathan Franzen fait la une de Time Magazine à l'occasion de la sortie de son roman Freedom, puis celle de Libération le 16 août 2011. Il accorde également, pour la sortie française de Freedom, un grand entretien aux pages littéraires du Nouvel Observateur.

## Prix et Distinctions
- Lauréat du National Book Award (2001)
- Lauréat du James Tait Black Memorial Prize (2002)
- Membre de l'Académie des arts de Berlin (2010)[9]
- Lauréat du prix littéraire du journal Die Welt (2013)
- Prix Frank-Schirmacher (2017)[10]

## Œuvres

### Publications originales
romans:
- 1988 : The Twenty-Seventh City
- 1992 : Strong Motion
- 2001 : The Corrections (adapté par HBO sous le titre The Corrections).
- 2010 : Freedom
- 2015 : Purity
- 2021 : Crossroads

autres:
- 2002 : How To Be Alone (essais)
- 2006 : The Discomfort Zone (mémoires)
- 2012 : Farther Away (essais)
- 2013 : The Kraus Project (traduction annotée des œuvres de Karl Kraus)
- 2018 : The End of the End of the Earth (essais)

### Traductions en français
- 1992 : La 27e Ville (The Twenty-Seventh City, 1988), traduit de l'américain par Sacha Reins, Fixot
- 2002 : Les Corrections (The Corrections, 2001)  (ISBN 2-87929-296-4)
- 2003 : Pourquoi s'en faire ? (How To Be Alone, 2002)  (ISBN 2-87929-392-8)
- 2004 : La vingt-septième ville (The Twenty-Seventh City, 1988), traduit de l'anglais (États-Unis) par Jean-François Ménard, Éditions de l'Olivier
- 2007 : La Zone d'inconfort (The Discomfort Zone, 2006)
- 2011 : Freedom (Freedom, 2010)
- 2011 : Vivre à deux (Two's Company, 2005), traduit de l'anglais par Nadine Bismuth, Éditions Alto[11]
- 2011 : Le cerveau de mon père, Points, 96 p.  (ISBN 9782757824726)
- 2016 : Purity (Purity, 2015), 752 pages  (ISBN 978-2-8236-0194-7)
- 2018 : Phénomènes naturels (Strong Motion, 1992)
- 2020 : Et si on arrêtait de faire semblant ? (L'Olivier, 2020), 350 pages  (ISBN 978-2-8236-0012-4), recueil d'essais ou interventions 2012-2018
- 2022 : Crossroads, éditions de l’Olivier

### Télévision
- En 2006, Jonathan Franzen apparaît dans Moe Nia Lisa, le 6e épisode de la 18e saison de la série télévisée animée Les Simpson.